# Podział administracyjny
Podział administracyjny (również podział terytorialny) – podział terytorium państwa na mniejsze obszary, którego celem jest m.in. usprawnienie realizacji zadań przez organy administracji publicznej. Obszary te nazywane są jednostkami podziału terytorialnego kraju, jednostkami podziału terytorialnego państwa lub jednostkami podziału administracyjnego.

## Cechy podziału administracyjnego
Podział administracyjny jest rodzajem regionalizacji, tzn. podziału państwa na regiony (nazywane regionami administracyjnymi) uwzględniającego pewne kryteria geograficzne, historyczne, gospodarcze, społeczne lub prawno-administracyjne. Wytyczenie jednostek podziału administracyjnego powinno uwzględniać wykształcone już powiązania przestrzenne oraz przemieszczenia ludności. Trudność takiego podziału polega na tym, że granice regionów geograficznych tworzą strefy przejściowe, podczas gdy granice regionów administracyjnych muszą być jednoznaczne. Podział administracyjny jest zatem wynikiem pewnych kompromisów. Obecnie dużą wagę przywiązuje się do opinii społeczności lokalnych.
Podziały administracyjne odznaczają się także ciągłością przestrzenną i kompletnością, tzn. że całe terytorium kraju jest pokryte jednostkami tego samego poziomu, a żaden obszar nie jest pominięty. Podziały administracyjne są wielostopniowe i mają charakter hierarchiczny. Oznacza to, że jednostki niższego rzędu zawierają się w jednostkach wyższego rzędu, którym są także podporządkowane.

## Jednostki pomocnicze i podziały specjalne
W niektórych państwach obok podstawowego podziału kraju istnieją także jednostki pomocnicze. Mogą one istnieć na różnych poziomach: najniższym (np. sołectwa, dzielnice), czy najwyższym (np. makroregiony planistyczne w podziale na 16 województw).
Ponadto niezależnie od struktur administracyjnych istnieją tzw. podziały specjalne. Wyznaczają one przestrzenną organizację działań instytucji państwowych (np. wojska, kolei, sądownictwa, lasów państwowych – nadleśnictwa) czy niepaństwowych (np. związków wyznaniowych – diecezje, parafie, gminy wyznaniowe). Dąży się do tego, by granice podziałów specjalnych dla instytucji państwowych były, o ile to możliwe, zgodne z podziałem administracyjnym.

## Nazwy jednostek podziału administracyjnego na świecie
Przykładowe nazwy jednostek podziału administracyjnego na świecie:

- ajmak (Mongolia)
- comarca (Hiszpania, Panama, Nikaragua, Portugalia, Brazylia)
- departament (Francja)
- dystrykt federalny (terytoria stołeczne w państwach federalnych)
- dzielnica – jednostka podziału większości miast świata
- gmina (commune, Gemeinde, komuna...) – najniższy stopień podziału terytorialnego wielu państw świata
- gubernia
- hrabstwo (Stany Zjednoczone, Anglia)
- hromada (Ukraina)
- kanton (Szwajcaria, Bośnia i Hercegowina/Federacja Bośni i Hercegowiny, Francja)
- komitat (Węgry)
- kraj (Czechy, Rosja, Słowacja)
- kraj związkowy, Land (Niemcy, Austria)
- kreis, powiat (Niemcy, Austria)
- miasto wydzielone
- muhafazat – w wielu państwach arabskich
- obszar – jedyny szczebel podziału administracyjnego Alaski (borough)
- obwód (Rosja, Bułgaria)
- okręg (Rumunia, Litwa, Łotwa)
- osiedle – jednostka podziału większości miast świata
- ostan (Iran)
- powiat (Polska oraz Niemcy i Austria, jako Kreis, a także Czechy i Słowacja jako okres)
- prefektura (Japonia)
- prowincja (Kanada, Hiszpania, Włochy)
- region (Francja)
- rejencja (Niemcy, dawniej Prusy)
- rejon (Białoruś, Rosja)
- republika (Rosja, dawniej ZSRR)
- stan (Stany Zjednoczone, Australia, Brazylia)
- terytorium (Kanada, Brazylia)
- ujezd – odpowiednik powiatu w dawnej Rosji
- wilajet (Afganistan, Algieria, Oman, Tadżykistan, dawniej Turcja)
- wołost – odpowiednik gminy w dawnej Rosji
- województwo (Polska)
- wyspa (niektóre państwa wyspiarskie)
- županija (Chorwacja)